# Casa de Negri

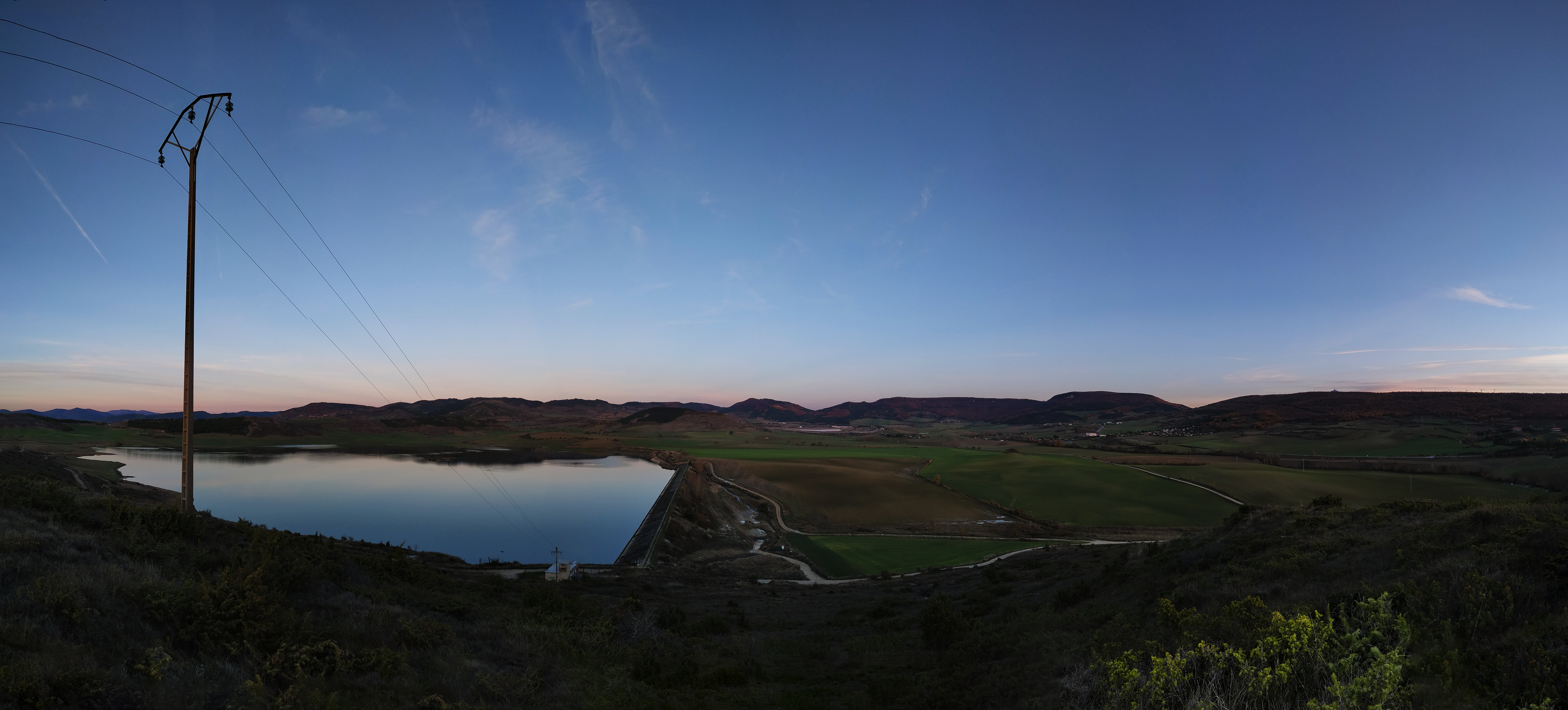
Atardecer desde la Casa de Negri.

Casa de Negri es el nombre popularmente dado a la colina de mayor elevación situada entre la localidad de Zolina y el embalse de Zolina, ambos ubicados en el municipio del Valle de Aranguren, en la Comunidad Foral de Navarra, España. Esta colina-mirador es la más accesible y visible desde la localidad navarra y por ello es frecuentada por los excursionistas del lugar. Recibe el nombre en honor a un famoso perro del valle que podía ser visto a menudo rondando el lugar.